# جون لويد (كاتب)
جون لويد (بالإنجليزية: John Lloyd)‏ هو كاتب سيناريو ومنتج تلفزيوني وكاتب بريطاني، ولد في 30 سبتمبر 1951 في دوفر في المملكة المتحدة.

## وصلات خارجية
- جون لويد على موقع IMDb (الإنجليزية)
- جون لويد على موقع ميوزك برينز (الإنجليزية)
- جون لويد على موقع ديسكوغز (الإنجليزية)
- جون لويد على موقع قاعدة بيانات الفيلم (الإنجليزية)